# Brissus humberti
Espèce
Le Brissus humberti est une espèce fossile et rare d'oursin irrégulier de la famille des Brissidae (ordre des Spatangoida), que l'on trouve notamment dans les Faluns de Bretagne. 

## Description
L'espèce est décrite comme suit par Yves Bazin de Jessey : Espèce de taille moyenne, allongée, ovale, peu renflée; face supérieure légèrement convexe, fortement carénée dans sa région postérieure; mais la carène aiguë semble provenir d'une pression et comme d'une fracture du test. Sommet ambulacraire assez excentrique en avant : sillon antérieur nul : aire ambulacraire impaire droite, indiquée seulement par quelques pores peu visibles. Aires ambulacraires paires antérieures divergentes, un peu élevées en avant, pétaloïdes : les postérieures sont plus droites, plus longues et plus larges. Zones porifères ayant leurs pores, petits, ronds et semblables unis par des sillons : bien incomplètes dans l'exemplaire dessiné. Le périprocte, large et oval, s'ouvre dans la face postérieure. L'appareil apicial laisse plutôt deviner que distinguer quatre pores génitaux. Les fascioles sont invisibles. .
Il est connu seulement par un unique spécimen incomplet.